# 제10비행사단
제10비행사단(일본어: 第10飛行師団 다이쥬히코시단[*]은 일본 제국 육군 항공대의 사단이다.

## 역사

### 1944년
태평양 전쟁의 정황이 악화되어 감에 따라 육군중앙부에서 일본 열도의 본토 방공을 강화하기 위해 1944년 3월 8일 도쿄부 기타다마군의 조후비행장에 있는 제17비행단을 사단으로 재편성하였다. 이틀 후에 사령부가 꾸려졌고, 大陸命第961号→대륙명 제961호에 따라 사단편성을 마쳤다. 본토 항공군을 지휘하고 있던 제1항공군의 예하부대가 되었으나, 방위총사령부의 작전통제에 따라 관토지구 방공부대로 지정되었다.
7월, 비행 제70전대가 제2항공군 지원을 위해 만주국으로, 비행 제1전대와 비행 제18전대가 각각 10월과 11월 초에 첩호 작전을 위해 捷一号→첩1호 지역인 필리핀으로 전출하였다. 자리를 채우기 위해 1식 전투기를 운용하는 비행 제23전대가 지바현 인바군의 비행장에서 사단 예하부대로서 창설되었다.
마리아나 제도를 점령한 미국군은 비행장을 설치하고 11월 1일에 관토지구로 B-29 폭격기를 발진시켜 일본 본토 공습을 시작하였다. 제10비행사단은 방공 역할에 따라 B-29 폭격기를 요격을 시도하였으나, B-29 폭격기의 고도까지 닿을 수 없었기에 실패하였다.
11월 7일, 사단장 요시다 소장은 각 비행전대에 4기로 편성된 특별공격대의 편성을 명령하였고, 그 특별공격대는 당시 방위총사령관 히가시쿠니노미야 나루히코 육군대장의 명령으로 신덴제공대로 지정되었다.
만주국으로 전출갔던 비행 제70전대가 11월 6일, 가시와 비행장으로 돌아와서 사단으로 귀환하였다, 그리고 11월 13일 大陸命第1182号→대륙명 제1182호에 따라 만주국에서 제100식 사령부 정찰기를 운용하는 비행 제28전대가 조후비행장으로 건너와 사단에 전속하였다.
1944년 12월 26일, 軍令陸甲第165号→군령육갑 제165에 따라 교도항공군이 전투부대인 제6항공군으로 재편성되었고, 사단은 제6항공군으로 전속하였다.

### 1945년
1945년 1월 3일, 오사카시를 소이탄으로 폭격하는 B-29 폭격기의 요격을 위해 출격한 제11비행사단을 지원하기 위해 비행 제244, 비행 제28전대, 독립비행 제17중대 전투반을 보냈다. 도쿄 방공을 위해 비행 제47전대를 초계시켰다. 비행 제244전대는 B-29 폭격기 5기를 요격하고, 7기에 피해를 입혔다.
1월 9일, 관토지구 방공권역에서 B-29 폭격기 30기가 관측되었다. 요격에 나선 사단의 비행 제47전대와 비행 제244전대에서 각각 4기, 2기를 충격하고 총11기를 격추하였다. 4기의 불확실한 격추, 13기를 피격하였다. 사단의 충격한 전투기중에서 조종사 4명은 전사하고, 충격 직전에 3명은 탈출하였다.

### 종전
8월 15일 옥음방송으로 모든 활동을 중단하였다. 9월 2일, 9월 17일 전투서열이 해제되었다.
8월 18일에 발령된 軍令陸甲第116号→군령육갑 제116호 제국 육군 복원 요령과 8월 25일 복원 명령에 따라 부대원들이 정식적인 퇴역절차가 완료되어 귀향함에 따라, 10월 29일에 사단 사령부에는 22명만이 남았다.

## 간부

### 사령관
1. 소장 사토 쇼이치; 1944년 3월 8일 - 3월 28일
2. 소장 요시다 기하치로; 3월 28일 - 1945년 3월 1일
3. 중장 近藤兼利 곤도 가네토시[*]; 1945년 3월 1일 - 종전

### 참모장
1. 대좌 岡本修一 오카모토 슈이치[*]; 1944년 3월 9일 ~ 1945년 2월 20일
2. 중좌 笹尾宏 사사오 고[*]; 1945년 2월 20일 ~ 종전

## 부대

### 창설 당시
- 항공부대
  - 독립비행 제17중대: 100식 사령부정찰기 - 조후비행장
  - 비행 제18전대: 3식 전투기 - 조후비행장
  - 비행 제47전대: 2식 단좌전투기 - 가시와 비행장
  - 비행 제244전대: 3식 전투기 - 조후비행장
  - 동부직속비행대
- 지상부대
  - 제3비행장대대
  - 제6비행장대대
  - 제7비행장대대
  - 제43비행장대대
  - 제244비행장대대
  - 제1대공무선대
  - 제2대공무선대
  - 제17항공정보대

### 1945년 8월
- 비행 제18전대(天翔 19190부대): 5식 전투기, 3식 전투기
- 비행 제23전대(天翔 19026부대): 4식 전투기, 1식 전투기
- 비행 제53전대(天翔 18426부대): 2식 복좌전투기
- 비행 제70전대(天翔 8370부대): 4식 전투기, 2식 복좌전투기

### 종전
- 항공부대
  - 비행 제18전대: 5식 전투기
  - 비행 제23전대: 4식 전투기
  - 비행 제53전대: 2식 복좌전투기
  - 비행 제70전대: 4식 전투기
- 지상부대
  - 제3비행장대대 - 이바라키현 시모다테 비행장
  - 제6비행장대대 - 지바현 가시와 비행장
  - 제7비행장대대 - 지바현 마쓰도 비행장
  - 제43비행장대대 - 도쿄부 나리마스 비행장
  - 제116비행장대대 - 지바현 후지가야
  - 제140비행장대대 - 지바현 야치마타
  - 제141비행장대대 - 사이타마현 고시가야 육군비행장
  - 제244비행장대대 - 도쿄부 조후 비행장
  - 제65비행장중대 - 사이타마현 도코로자와 육군비행장